# Williams FW29
A Williams FW29 egy Formula–1-es versenyautó, melyet a WilliamsF1 csapat tervezett és versenyeztetett a 2007-es Formula–1 világbajnokságon. Pilótái Nico Rosberg és Alexander Wurz voltak, az utolsó futamon utóbbit Nakadzsima Kazuki váltotta. Ebben az évben a csapat motorszállítója a Toyota volt, a második eset a csapat életében, hogy japán partnerük volt a Hondával való 1983-1987 közötti kapcsolat után. Új főszponzorok is jelentkeztek: a névadó AT&T és a Lenovo.
Debütálásakor a jerezi teszten a Williams volt a második leggyorsabb a McLaren csapat után. Az autó elődjéhez képest számos újítást tartalmazott. Felkerült rá az iparági standarddá vált zero keel-felfüggesztés, az oldaldobozok áramvonalasabbak lettek. Aerodinamikai módosításokkal próbáltak javítani a megbízhatóságon. Az első három versenyen nagyméretű kipufogócsöveket használtak, keskenyebb motorborítással.

## A szezon
Az előző év katasztrofális szerepléséhez képest jelentős előrelépés volt a 2007-es év. Folyamatosan a pontszerző pozíciókért küzdöttek, noha a bajnoki címért versengő McLarent és Ferrarit nem érhették utol. Emellett nagy fejtörést okozott számukra a korábbi motorpartner BMW Sauber váratlan megerősödése. A csapat egyetlen dobogós helyezését Wurz szerezte Kanadában egy harmadik hellyel, a szezon második fele azonban nem volt szerencsés számára. Rosberg aztán főként az év második felére értékes pontokat kezdett el gyűjtögetni. Wurz a szezon utolsó versenye előtt bejelentette visszavonulását, helyette Nakadzsima ült be. A csapat 33 ponttal a bajnokság negyedik helyén végzett, köszönhetően a McLaren kizárásának.

## Eredmények
| Év   | Csapat   | Motor     | Gumik | Pilóták           | 1   | 2   | 3   | 4   | 5   | 6   | 7   | 8   | 9   | 10  | 11  | 12  | 13  | 14  | 15  | 16  | 17  | Pontok | Helyezés |
| ---- | -------- | --------- | ----- | ----------------- | --- | --- | --- | --- | --- | --- | --- | --- | --- | --- | --- | --- | --- | --- | --- | --- | --- | ------ | -------- |
| 2007 | Williams | Toyota V8 | B     |                   | AUS | MAL | BHR | ESP | MON | CAN | USA | FRA | GBR | EUR | HUN | TUR | ITA | BEL | JPN | CHN | BRA | 33     | 4.       |
| 2007 | Williams | Toyota V8 | B     | Nico Rosberg      | 7   | KI  | 10  | 6   | 12  | 10  | 16  | 9   | 12  | KI  | 7   | 7   | 6   | 6   | KI  | 16  | 4   | 33     | 4.       |
| 2007 | Williams | Toyota V8 | B     | Alexander Wurz    | KI  | 9   | 11  | KI  | 7   | 3   | 10  | 14  | 13  | 4   | 14  | 11  | 13  | KI  | KI  | 12  |     | 33     | 4.       |
| 2007 | Williams | Toyota V8 | B     | Nakadzsima Kazuki |     |     |     |     |     |     |     |     |     |     |     |     |     |     |     |     | 10  | 33     | 4.       |

## Fordítás
Ez a szócikk részben vagy egészben  a   Williams FW29 című angol Wikipédia-szócikk ezen változatának fordításán alapul.  Az eredeti cikk szerkesztőit annak laptörténete sorolja fel. Ez a jelzés csupán a megfogalmazás eredetét és a szerzői jogokat jelzi, nem szolgál a cikkben szereplő információk forrásmegjelöléseként.